# Документальный канал
Документальный канал — это специализированный телевизионный канал, ориентированный на трансляцию документальных фильмов и сериалов. Некоторые документальные каналы дополнительно специализируются, посвящая свои телевизионные программы определённым типам документальных фильмов или документальным фильмам в определённой области знаний (например, The History Channel).
Существует некоторое совпадение между новостными и документальными каналами, но, хотя документальный канал может также транслировать программы о текущих событиях. Он, как правило, транслирует более длинные и подробные сегменты и не будет представлять самые свежие новости.
По состоянию на 2006 год одними из самых известных документальных каналов являются Discovery Channel и National Geographic Channel.